# Adam Chlumecký
Adam Chlumecký, vlastním jménem František Kužela (7. ledna 1854 Rokytnice u Přerova – 23. června 1938 Olomouc), byl český básník a prozaik, člen katolické moderny, povoláním katolický kněz.

## Život
Studoval teologii v Olomouci, v roce 1880 byl vysvěcen na kněze, později sloužil jako farář v Dlouhomilově poblíž Zábřehu.

## Dílo
Chlumecký využíval biblický, prorocký styl, někdy psal volnou versetovou formu, jindy trochejský rytmus, napodobující lidovou píseň. Jeho básně jsou většinou alegorie, patří mezi ně epická Apokalypse otroků (1881), líčící budoucí zkázu a vykoupení Slovanů. Pozoruhodným dílem je rozsáhlá báseň Epos o Hloupém Janu (1882), který se snaží z českých pohádek vytvořit epos. Jeho hlavním dílem je Evangelium svobody, báseň, v níž s téměř věšteckou obrazností na základě mýtu o Ahasverovi básnicky popsal církevní dějiny. V jiných básních, baladách a především prózách se projevil jako jeden z typických představitelů realismu a naturalismu.
K hlavním prozaickým dílům patří román Adam a Eva (1897) a Ze života venkovské inteligence.
Mezi členy katolické moderny byl Adam Chlumecký pokládán za jednoho z jejich nejtalentovanějších členů, v životopise v almanachu Pod jedním praporem je dokonce označován za geniálního. Díky návaznosti na lidové tradice, ale také absenci formálního vzdělání a z toho plynoucí bizarnosti a naivnosti některých děl šlo o jednoho z nejosobitějších autorů své doby, dnes je ale téměř zapomenut.